# Énergie éolienne en Italie

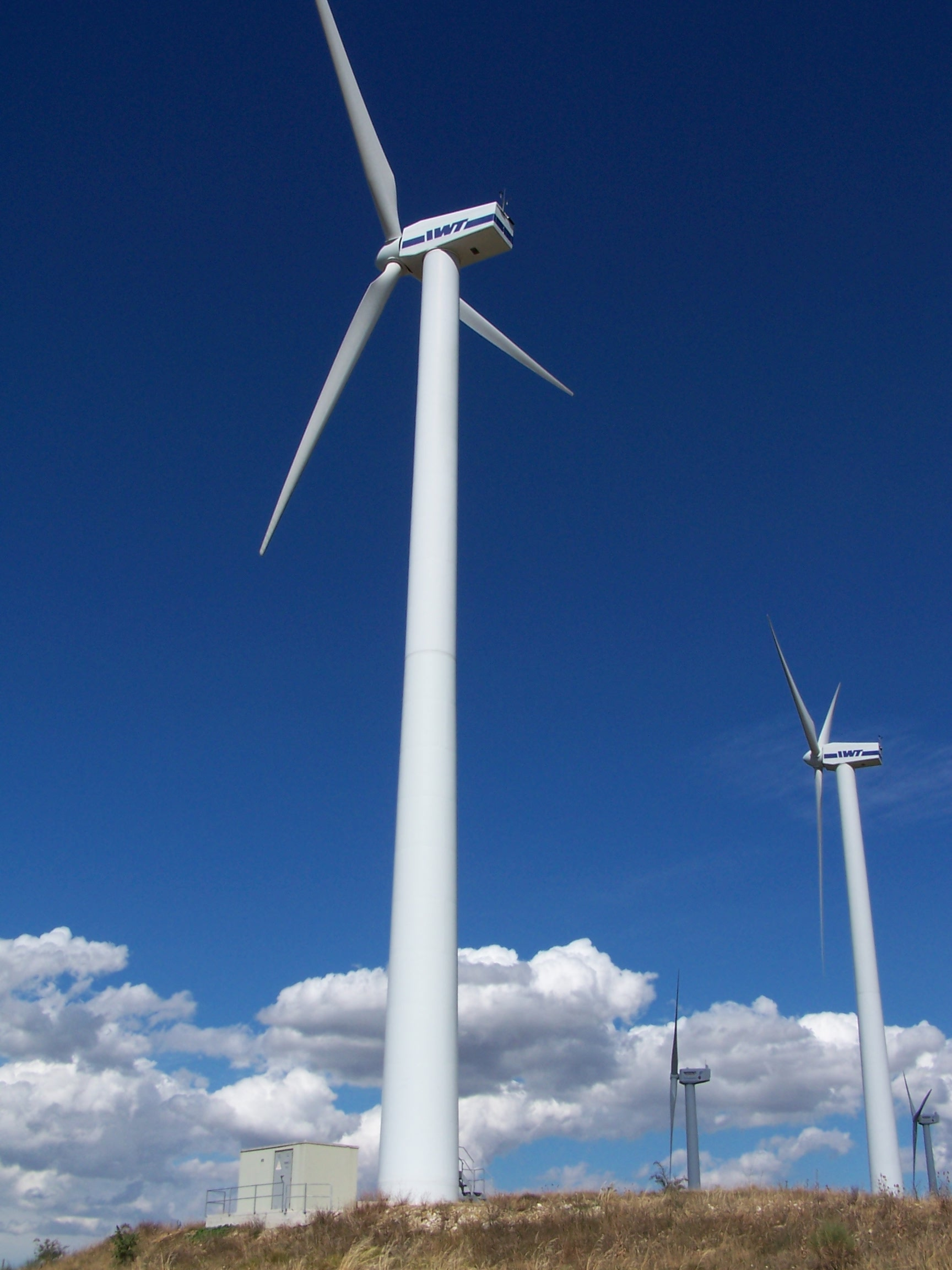
Éoliennes près de Frigento, Province d'Avellino, Campanie

L'énergie éolienne est devenue une source d'énergie importante en Italie : elle produisait 8,8 % de l'électricité du pays en 2023.
L'Italie se classe en 2024 au 7e rang des producteurs éoliens de l'Union européenne (UE), avec 4,6 % du total de l'UE, et au 14e rang mondial en 2023 (1,0 %) ; pour la puissance installée, l'Italie est au 5e rang européen avec 5,6 % du total de l'UE, et au 12e rang mondial. La puissance installée par habitant de l'Italie est inférieure de 57 % à la moyenne de l'UE, au 18e rang européen.
Le premier parc éolien en mer italien a été mis en service en 2022 : Beleolico (30 MW), au large du port de Tarente. Plus de 60 GW de projets éoliens en mer sont recensés.

## Production d'électricité éolienne

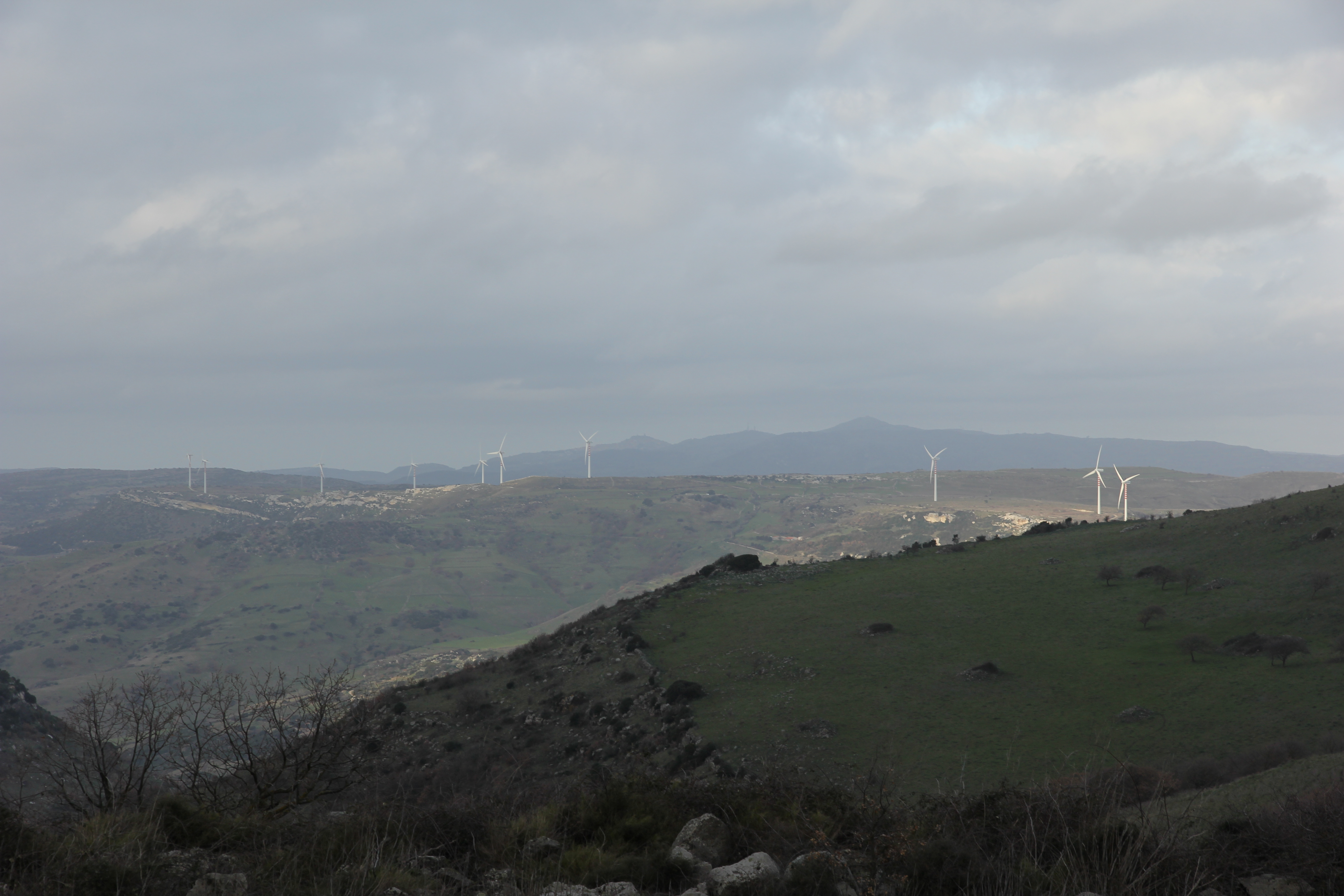
Parc éolien de Florinas en Sardaigne.

Énergie éolienne en Italie

Selon EurObserv'ER, la production éolienne de l'Italie s'est élevée à 22 317 GWh en 2024, en baisse de 5,6 % par rapport à 2023, soit 4,6 % du total de l'Union européenne (UE), au 7e rang des producteurs éoliens de l'UE, derrière l'Allemagne (28,5 %), l'Espagne (12,8 %), la France (9,2 %), la Suède (8,5 %), les Pays-Bas (6,8 %) et la Pologne (5,2 %).
L'Italie a produit 23 303 GWh d'électricité éolienne en 2023, soit 8,8 % de la production électrique du pays. Au niveau mondial, elle se situe en 2023 au 14e rang avec 1,0 % du total mondial.
L'Energy Institute estime la production éolienne italienne à 23,5 TWh en 2023, soit 1,0 % de la production mondiale, au 15e rang mondial, loin derrière la Chine (38,1 %), les États-Unis (18,5 %), l'Allemagne (6,1 %), le Brésil (4,1 %) et l'Inde (3,5 %).
| Année | Production (GWh) | Accroissement | Part prod.élec. |
| 2000  | 563              |               | 0,2 %           |
| 2005  | 2 344            |               | 0,8 %           |
| 2006  | 2 971            | +27 %         | 0,9 %           |
| 2007  | 4 034            | +36 %         | 1,3 %           |
| 2008  | 4 861            | +21 %         | 1,5 %           |
| 2009  | 6 543            | +35 %         | 2,2 %           |
| 2010  | 9 126            | +39 %         | 3,0 %           |
| 2011  | 9 856            | +8 %          | 3,3 %           |
| 2012  | 13 407           | +36 %         | 4,5 %           |
| 2013  | 14 897           | +11 %         | 5,1 %           |
| 2014  | 15 178           | +2 %          | 5,4 %           |
| 2015  | 14 844           | -2 %          | 5,2 %           |
| 2016  | 17 689           | +19,2 %       | 6,1 %           |
| 2017  | 17 742           | +0,2 %        | 6,0 %           |
| 2018  | 17 716           | -0,1 %        | 6,1 %           |
| 2019  | 20 202           | +14,0 %       | 6,9 %           |
| 2020  | 18 761           | -7,1 %        | 6,7 %           |
| 2021  | 20 927           | +11,6 %       | 7,2 %           |
| 2022  | 20 494           | -2,1 %        | 7,2 %           |
| 2023  | 23 303           | +13,7 %       | 8,8 %           |
| 2024  | 22 317           | -4,2 %        |                 |

En 2023, la production éolienne de l'Italie s'est élevée à 23 400 GWh, en progression de 14,2 % par rapport à 2022, au 6e rang des producteurs éoliens de l'Union européenne (UE), avec 4,9 % du total de l'UE, derrière l'Allemagne (29,8 %), l'Espagne (13,5 %), la France (10,6 %), la Suède (7,2 %) et les Pays-Bas (6,1 %).
En 2022, la production éolienne de l'Italie s'est élevée à 20 353 GWh, en baisse de 2,7 % par rapport à 2021, au 6e rang des producteurs éoliens de l'Union européenne (UE), avec 4,9 % du total de l'UE, derrière l'Allemagne (29,9 %), l'Espagne (14,9 %), la France (9,0%), la Suède (7,9 %) et les Pays-Bas (5,0 %). Selon l'Energy Institute, l'Italie se situe au 14e rang mondial pour sa production éolienne, dont la part dans la production électrique du pays atteint 7,2 %.
Selon GSE, entreprise publique chargée de promouvoir les énergies renouvelables, les 5 731 éoliennes italiennes ont produit 20 927 GWh en 2021, soit 18 % de la production d'électricité renouvelable du pays.
L'Italie était en 2018 le 5e producteur d’électricité éolienne d'Europe : 17 492 GWh, en baisse de 1,4 %, juste derrière la France : 27 900 GWh et devant la Suède : 16 716 GWh, qu'elle a dépassée en 2016.
De 2003 à 2017, la production éolienne a été multipliée par 12, passant de 1 458 GWh à 17 742 GWh ; cette croissance a marqué le pas de 2013 à 2015, mais la production normalisée a progressé de 8,3 %, passant de 14 120 GWh en 2013 à 15 298 GWh en 2015, avant de reprendre une progression rapide en 2016 : +8 %, à 16 518 GWh. En 2017, l'éolien a fourni 17 % de l'électricité renouvelable, 6,0 % de la production d'électricité du pays et 5,3 % de sa consommation électrique.
L'éolien couvrait 5,7 % de la consommation électrique italienne en 2017-2018 ;ce taux atteignait 40,5 % au Danemark, 28,1 % en Irlande, 24,9 % au Portugal, 20,4 % en Allemagne, 18,8 % en Espagne, 14,1 % au Royaume-Uni, 11,2 % en Suède et 5,7 % en France.
En 2012, l'éolien avait assuré 4,5 % de la production d'électricité italienne, avec 13,4 TWh, en progression de 36 % sur 2011 et de 25,3 % par an en moyenne sur 10 ans ; 1 272 MW supplémentaires avaient été installés, ce qui faisait de l'Italie le 4e marché européen ; l'offshore n'est pas d'actualité, les conditions de vent des côtes italiennes n'étant guère favorables et le niveau de rémunération actuel étant insuffisant pour attirer des investissements.

## Puissance installée

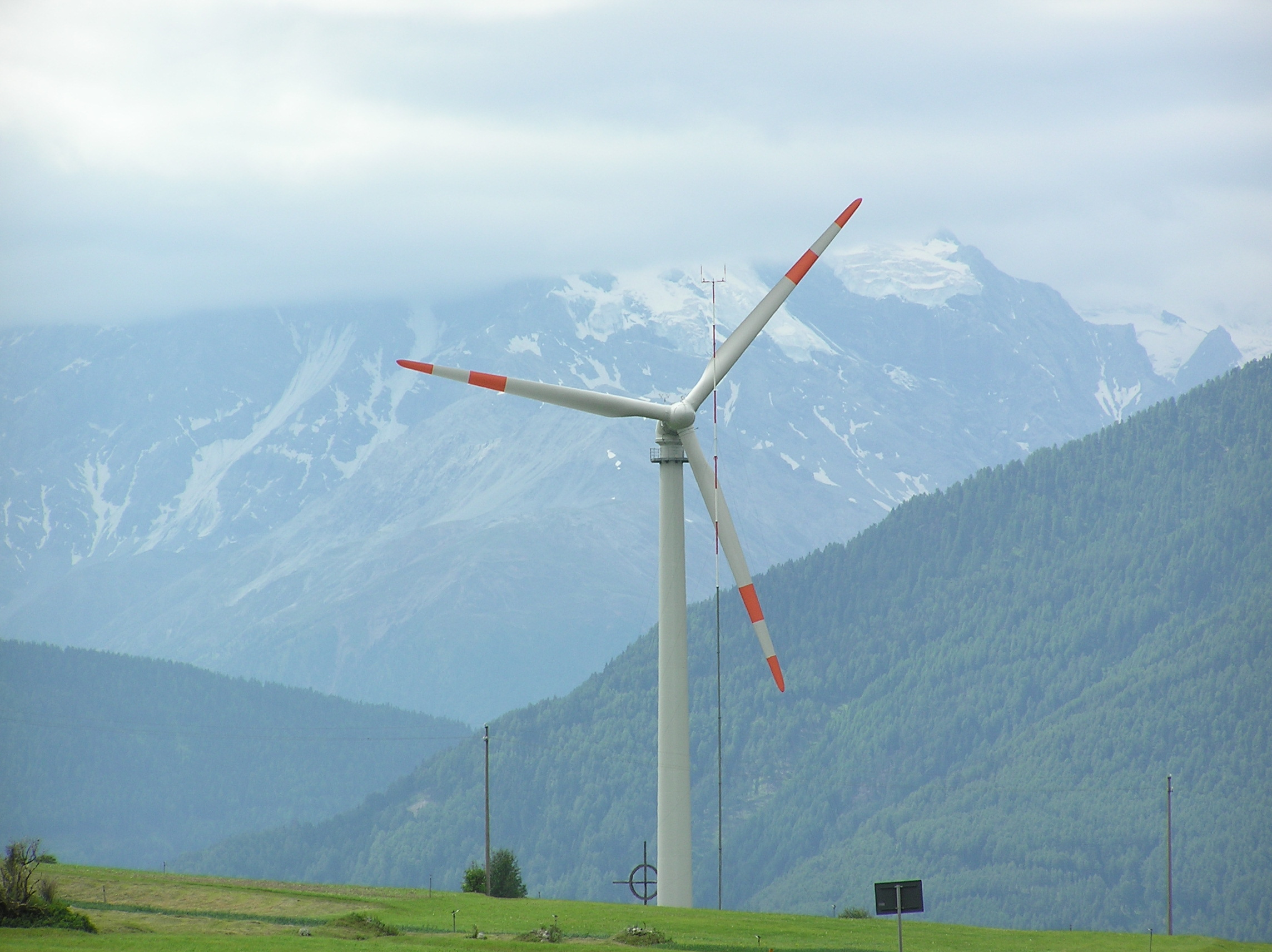
Éolienne au Col de Resia (Reschen Pass), à la frontière autrichienne, versant italien (province de Bolzano).

L’Italie a installé 761 MW en 2024, portant sa puissance installée éolienne à 12 992,3 MW fin 2024 (+5,6 %), après déduction des 76 MW mis hors service. Elle se classe au 5e rang de l'Union européenne (UE) avec 5,6 % du total de l'UE, derrière l'Allemagne (31,4 %), l'Espagne (13,7 %), la France (10,8 %) et la Suède (7,4 %), devant les Pays-Bas (5,0 %). Sa part du marché de l'UE en 2024 était de 5,7 %, au 7e rang.
La puissance installée par habitant de l'Italie s'élevait en 2024 à 220,3 W, inférieure de 57 % à la moyenne de l'UE (516,2 W), au 18e rang de l'UE, loin derrière la Suède (1 632,1 W), la Finlande (1 491,5 W), l'Allemagne (872,1 W) et la France (364,6 W).
En 2023, l’Italie a installé 522 MW, portant sa puissance installée éolienne à 12 336 MW fin 2023 (+4,1 %), après déduction des 37 MW mis hors service. Elle se classe au 5e rang de l'Union européenne (UE) avec 5,6 % du total de l'UE, derrière l'Allemagne (31,8 %), l'Espagne (14,1 %), la France (10,2 %) et la Suède (7,4 %). Sa part du marché de l'UE en 2023 était de 3,3 %, au 9e rang.
En 2022, l’Italie a installé 446 MW, portant sa puissance installée éolienne à 11 700 MW fin 2022 (+4 %). Elle se classe au 5e rang de l'Union européenne (UE) avec 5,8 % du total de l'UE, derrière l'Allemagne (32,7 %), l'Espagne (14,3 %), la France (9 %) et la Suède (7,2 %). Sa part du marché de l'UE en 2022 était de 3 %, au 8e rang. Au niveau mondial, elle se classe au 12e rang.
La puissance installée par habitant de l'Italie s'élevait en 2022 à 198,2 W, inférieure de 56 % à la moyenne de l'UE (453,7 W), au 18e rang européen.
Au niveau mondial, l'Italie se situe au 12e rang avec 1,3 % de la puissance installée mondiale en 2022, loin derrière la Chine (365 440 MW), les États-Unis (144 226 MW), l'Allemagne et l'Inde (41 930 MW). Les nouvelles installations d'éoliennes en Italie ont représenté 0,6 % du marché mondial.
En 2021, 383 MW ont été installés, portant la puissance installée éolienne à 11 290 MW (+3,5 %), dont 88,9 % dans des installations de puissance supérieure à 10 MW.
L'Italie a installé 456 MW d'éoliennes en 2019, portant la puissance installée de son parc éolien à 10 512 MW, en progression de 4,5 %, au 5e rang européen avec 5,5 % du parc éolien de l'Union européenne, derrière l'Allemagne (61 357 MW), l'Espagne (25 808 MW), le Royaume-Uni (23 515 MW) et la France (16 646 MW). Le marché italien a été en 2019 le douzième marché européen avec 3,5 % de ce marché.
Les installations de 2018 ont atteint 549 MW, portant la puissance installée du parc éolien italien à 10 300 MW (+5,5 %), au 5e rang européen avec 5,8 % du total de l'Union européenne.
L’Italie se classait au 10e rang mondial fin 2018 avec 1,7 % du total mondial, alors que la population italienne représente seulement 0,9 % du total mondial.
L'Italie se situait fin 2017 au 19e rang européen pour la puissance installée par habitant : 160,8 W/hab ; la moyenne de l'Union européenne était de 330,2 W/hab.
Le marché éolien italien s'est écroulé en 2013-2014 : en 2012, l'Italie s'était classée au 4e rang pour les mises en service avec 1 272 MW, mais 2013 a connu un ralentissement marqué : 450 MW et en 2014 le marché est tombé à 107,5 MW, du fait de la mise en place fin 2012 d'une procédure d'appels d'offres avec des limites quantitatives : 500 MW pour les projets supérieurs à 5 MW, plus des contingents plus limités pour les petits projets.

## Principaux parcs éoliens
La base de données The Windpower recense 507 parcs éoliens italiens totalisant 73,63 GW en avril 2023, dont 11,73 GW en fonctionnement (11,70 GW à terre et 0,03 GW en mer), 0,14 GW en construction et 61,76 GW en projet (offshore) ; les principaux sont :
- Agrigento (Sicile) : 139,3 MW, mis en service en 2007 ;
- Ascoli Satriano (Pouilles) : 116,9 MW ;
- Bisaccia (Campanie) : 175 MW, mis en service en 9 phases de 2005 à 2015 ;
- Budduso-Ala dei Sardi (Sardaigne) : 138 MW ;
- Deliceto (Pouilles) : 133 MW (2012-2016) ;
- Lacedonia (Campanie) : 123 MW, mis en service en 6 phases de 2001 à 2015 ;
- S. Agata Di Puglia (Pouilles) : 165,4 MW (1997-2012) ;
- Troia (Pouilles) : 263,8 MW ;
- Ulassai (Sardaigne) : 132 MW (2006-2010).

## Éolien en mer
Selon EurObserv'ER, la puissance installée de l'éolien en mer italien est de 31 MW fin 2024, sans changement depuis 2022. L'éolien maritime de l'Italie représente donc 0,2 % de la puissance installée éolienne du pays, au 8e rang de l'Union européenne (0,15 % du parc maritime de l'UE), loin derrière l'Allemagne (9 125 MW), les Pays-Bas (4 748 MW), le Danemark (2 641 MW), la Belgique (2 262 MW) et la France (1 508 MW)).
l'Italie a mis en service en 2022 son premier parc éolien en mer : Beleolico (30 MW), au large du port de Tarente. Ce parc a la particularité d’être le premier parc européen offshore à utiliser des éoliennes chinoises (10 turbines Mingyang de 3 MW de type MySE 3.0-135). Le projet devait initialement utiliser des
turbines de type Senvion 3.0-M122, mais la faillite de ce constructeur allemand en 2019 a laissé l’opportunité au fabricant chinois d’entrer sur le marché européen de l’éolien offshore.
La base de données The Windpower recense 61,76 GW de projets en mer.

## Facteur de charge
La durée d'utilisation médiane des parcs éoliens italiens a été de 1 711 heures en 2021, soit 19,5 % de facteur de charge, contre 1 544 heures en 2020, soit 17,6 %. La durée d'utilisation moyenne du parc a été de 1 913 heures en 2021, soit 21,8 % de facteur de charge ; les variations du facteur de charge selon les fluctuations des vents peuvent dépasser 10 % : 1 734 heures en 2020 (19,8 %), 1 935 heures en 2019 (22,1 %), 1 900 heures en 2018 (21,7 %). Ces facteurs de charge sont faibles en comparaison de ceux rencontrées dans les pays les plus performants : 21,6 % en France en 2022, mais 23,2 % en 2021 (cf Énergie éolienne en France), 36,1 % aux États-Unis en 2022, 34,4 % en 2021 (cf Énergie éolienne aux États-Unis).

## Répartition géographique

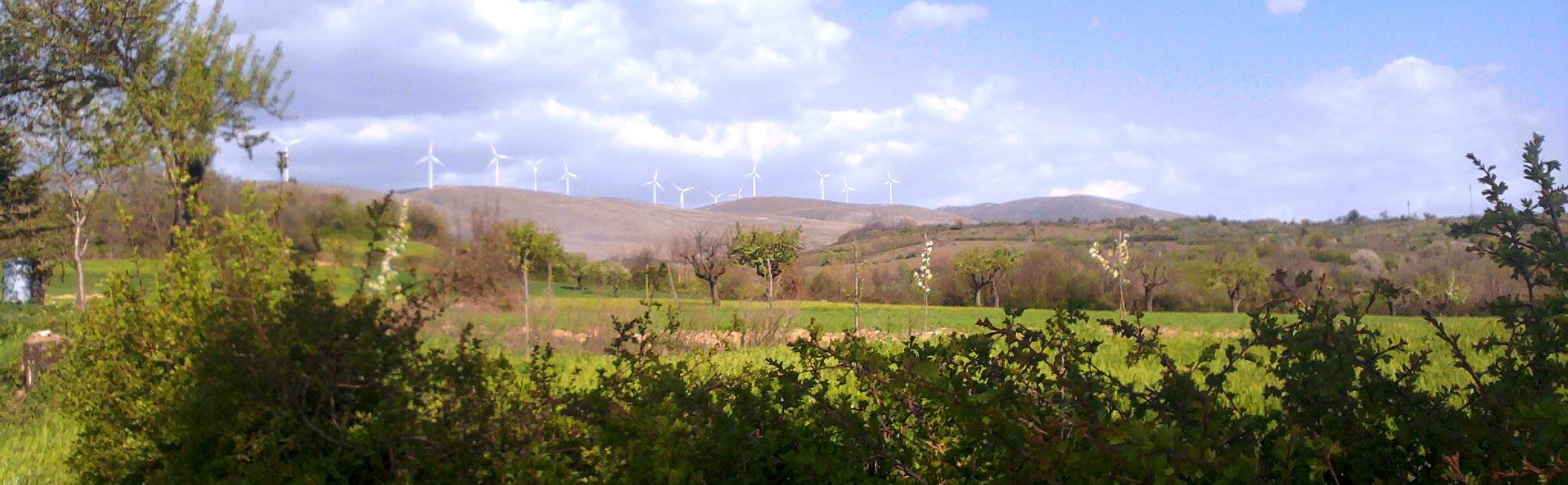
Parc éolien de Collarmele dans les Abruzzes.

Les éoliennes sont implantées surtout dans les six régions méridionales : 90,7 % de la puissance installée et 90,5 % de la production en 2021 :
| Région     | Nombre | Puissance installée 2021 (MW) | Production 2021 (GWh) | part prod éol. 2021 |
| ---------- | ------ | ----------------------------- | --------------------- | ------------------- |
| Pouilles   | 1 209  | 2 759                         | 5 388                 | 25,7 %              |
| Campanie   | 625    | 1 771                         | 3 557                 | 17,0 %              |
| Sicile     | 887    | 2 014                         | 3 394                 | 16,2 %              |
| Basilicate | 1 429  | 1 428                         | 2 652                 | 12,7 %              |
| Calabre    | 426    | 1 175                         | 2 204                 | 10,5 %              |
| Sardaigne  | 600    | 1 094                         | 1 760                 | 8,4 %               |
| Molise     | 78     | 376                           | 718                   | 3,4 %               |
| Abruzzes   | 43     | 268                           | 483                   | 2,3 %               |
| Total      | 5 731  | 11 290                        | 20 927                | 100 %               |

## Politique énergétique

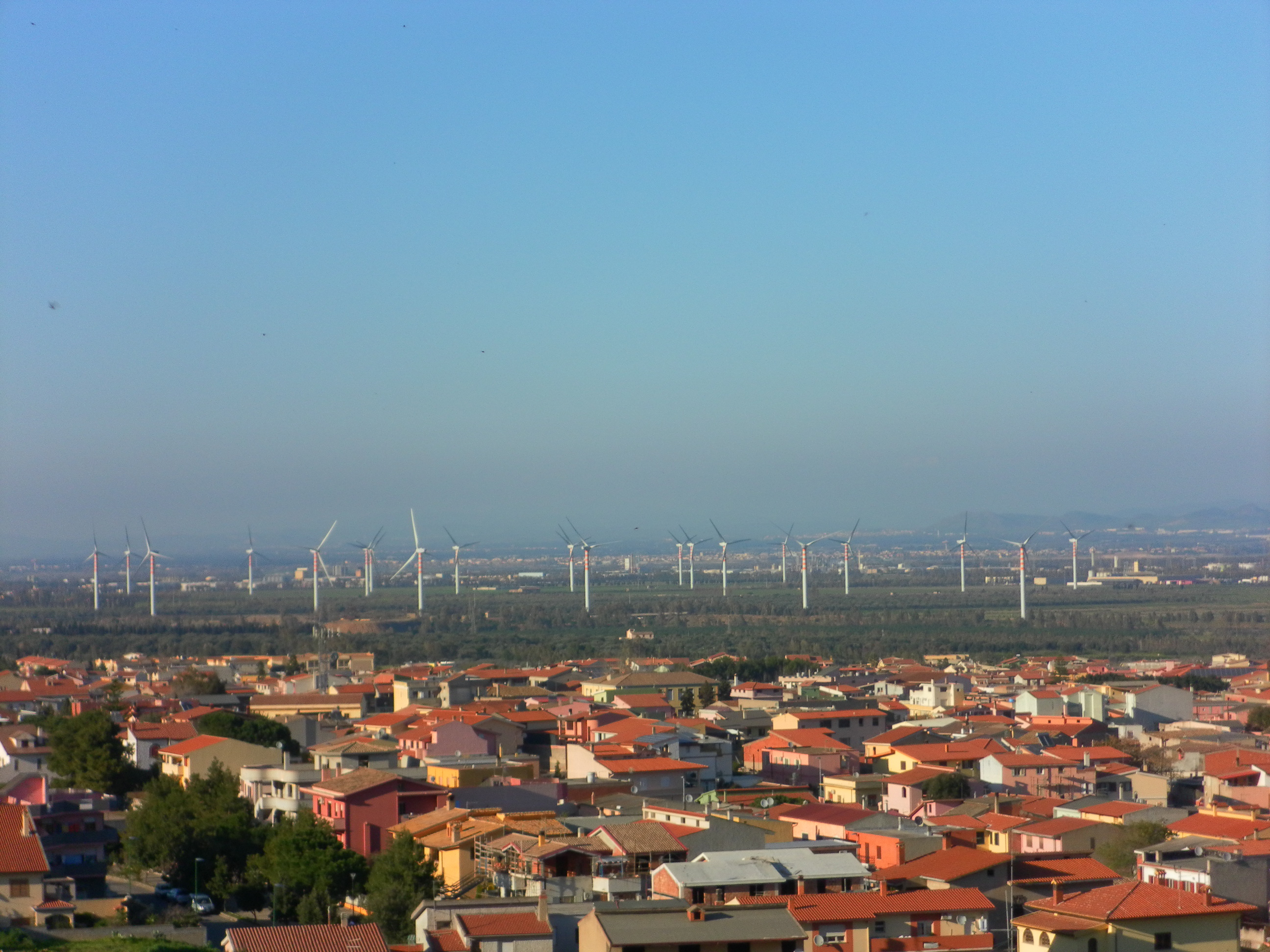
Parc éolien de Macchiareddu à Capoterra.

L'objectif 2020 de production éolienne, 5,3 % des besoins d'électricité, est le 6e plus bas de l'Union européenne, dont l'objectif éolien global est de 14 % en 2020. L'analyse de l'EWEA sur les plans de l'Italie exprime son désappointement du fait que le plan d'action suggère un ralentissement du taux de croissance de la capacité de production éolienne et des autorisations de nouveaux parcs éoliens.
En 2019, un appel d'offres a alloué 495 MW avec des contrats pour différence dont les prix d'exercice s'échelonnent entre 48,6 et 66,5 €/MWh.